# Histoire philatélique et postale de la Belgique
L'histoire philatélique et postale de la Belgique est particulièrement riche car elle témoigne des nombreuses influences d'un pays dont les frontières ont été souvent bousculées.

## Les départements français

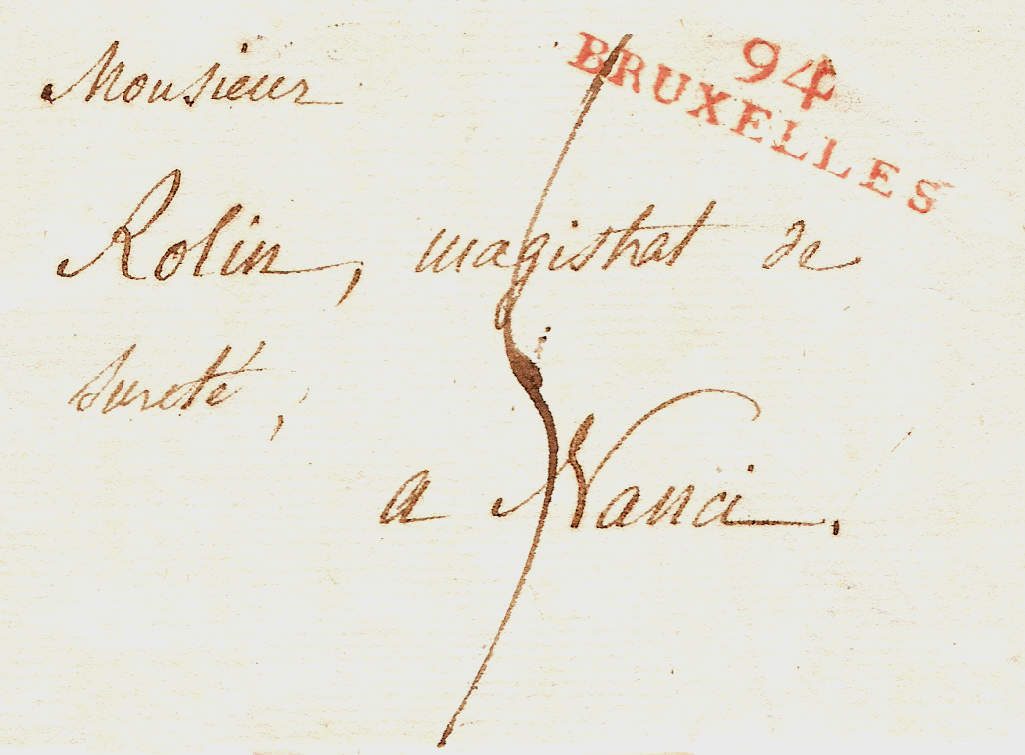
Lettre de 1803 avec marque postale linéaire 94 Bruxelles.

La Belgique a été occupée par la France peu après la Révolution. L'administration postale a donc mis en place des marques postales linéaires sur le même modèle que celui de la France.
Ainsi Bruxelles était le chef-lieu du département de la Dyle et avait comme numéro de département 94. Voici une table des émissions de telles marques.
| Numéro | Département      | Chef-lieu                            | Autres villes ayant émis des marques postales |
| ------ | ---------------- | ------------------------------------ | --- |
| 86     | Jemmapes         | Mons                                 | Ath, Beaumont, Binche, Boussu, Braine-le-Comte, Charleroi, Chimay, Enghien, Quievrain, Soignies, Tournai. |
| 91     | Lys              | Bruges                               | Courtrai (également orthographié Courtray), Furnes, Gistel (orthographié Ghistelles), Menin, Nieuport, Ostende, Warneton, Ypres. |
| 92     | Escaut           | Gand                                 | Alost, Audenarde, Beveren, Deinze, Eeklo, Flessingue, Grammont, Lokeren, Ninove, Saint Nicolas, Termonde, Waasmunster. |
| 93     | Deux-Nèthes      | Anvers                               | Berg-op-Zoom, Bréda, Mont-Sainte-Gertrude (ou Gertruydemberg), Hoogstraten (orthographié Hoochstraeten), Kontich (orthographié Contigh), Lierre (également orthographié Lier), Malines, Oudenburg (orthographié Oudenbosch), Rosendael (aussi orthographié Rosendaal), Steenbergen (orthographié Stenbergen), Turnhout, Zevenbergen. |
| 94     | Dyle             | Bruxelles                            | Asse (orthographié Assche), Diest, Genappe, Hal, Louvain, Nivelles, Tirlemont, Tubize (sous l'orthographe Tubise), Vilvorde, Waterloo, Wavre |
| 95     | Meuse-Inférieure | Maastricht (orthographié Maëstricht) | Hamont (orthographié Hammont), Hasselt (orthographié Hasset), Maaseik (orthographié Maëseyck, Maseyck ou Maaseyck), Rekkem (orthographié Reckem), Ruremonde, Saint-Trond (orthographié St Tron), Tongres, Venlo (également orthographié Venloo).                                                                                     |
| 96     | Ourthe           | Liège                                | Battice, Eupen, Herve, Huy, Spa, Verviers |
| 97     | Sambre-et-Meuse  | Namur                                | Dinant, Grinchamp, Marche, Sombreffe (orthographié SOMBREF), Saint-Hubert, Tellin |

Un autre département (Forêts avec pour code 98) recouvrait essentiellement le Grand-Duché du Luxembourg. De même, deux départements (Escaut et Deux Néthes) étaient à cheval par rapport aux frontières actuelles de la Belgique et des Pays-Bas.
Il existe une marque « 97 Paliseux » qui résulte d'une erreur de cachet (la marque correcte est « 98 Paliseux » dans le département Forêts).

### Escaut
Le département de l'Escaut a été sous administration française du 1er octobre 1795 au 1er mars 1814. Son numéro de département était le 92.
| Ville         | Marque port dû | Marque port payé | Marque déboursé | Date | remarques                                 |
| ------------- | -------------- | ---------------- | --------------- | ---- | ----------------------------------------- |
| Gand          |                |                  |                 |      |                                           |
| Alost         |                |                  |                 |      |                                           |
| Audenarde     |                |                  |                 |      |                                           |
| Beveren       |                |                  |                 |      |                                           |
| Deinze        | 92 DEYNSE      |                  |                 | 1796 |                                           |
| Eeklo         | 92 ECLOO       |                  |                 | 1796 |                                           |
| Flessingue    | 92 FLESSINGUE  |                  |                 | 1808 | Ville actuellement rattachée aux Pays-Bas |
| Grammont      |                |                  |                 |      |                                           |
| Lokeren       |                |                  |                 |      |                                           |
| Ninove        |                |                  |                 |      |                                           |
| Saint Nicolas |                |                  |                 |      |                                           |
| Termonde      |                |                  |                 |      |                                           |
| Waasmunster   |                |                  |                 |      |                                           |

### Jemmapes
Le département du Jemappes (ou Jemmapes) a été sous administration française du 1er octobre 1795 (après un premier épisode en 1793) au 1er mars 1814. Son numéro de département était le 86.
La table ci-dessous énumère les différents bureaux de poste avec des exemples de marques postales utilisées. Les marques de type « P 85 P » étaient utilisées pour les envois en port payé. Les marques dites de déboursé correspondent à des problèmes d'acheminement. La plupart des marques ont donné lieu à plusieurs tampons de formats différents (dimensions). Plusieurs couleurs d'encre ont également été employées. Pour les collectionneurs, les cotations sont naturellement très différentes entre ces diverses variétés.
| Ville           | Marque (exemple)    | Date | Cotation | remarques |
| --------------- | ------------------- | ---- | -------- | --------- |
| Mons            | 86 MONS             | 1796 |          |           |
| Ath             | 86 ATH              | 1796 |          |           |
| Beaumont        | 86 BEAUMONT         | 1799 |          |           |
| Binche          | 86 BINCH            | 1796 |          |           |
| Boussu          | BOUSSU              | 1797 |          |           |
| Braine-le-Comte | 86 BRAISNE-LE-COMTE | 1796 |          |           |
| Braine-le-Comte | 86 BRAINE-LE-COMTE  | 1803 |          |           |
| Charleroi       | 86 CHARLEROY        | 1796 |          |           |
| Chimay          | 86 CHIMAY           | 1796 |          |           |
| Enghien         | 86 ENGHIEN          | 1793 |          |           |
| Quievrain       | QUIEVRAING          | 1800 |          |           |
| Soignies        | 86 SOIGNIES         | 1796 |          |           |
| Tournai         | 86 TOURNAY          | 1796 |          |           |

### Ourthe

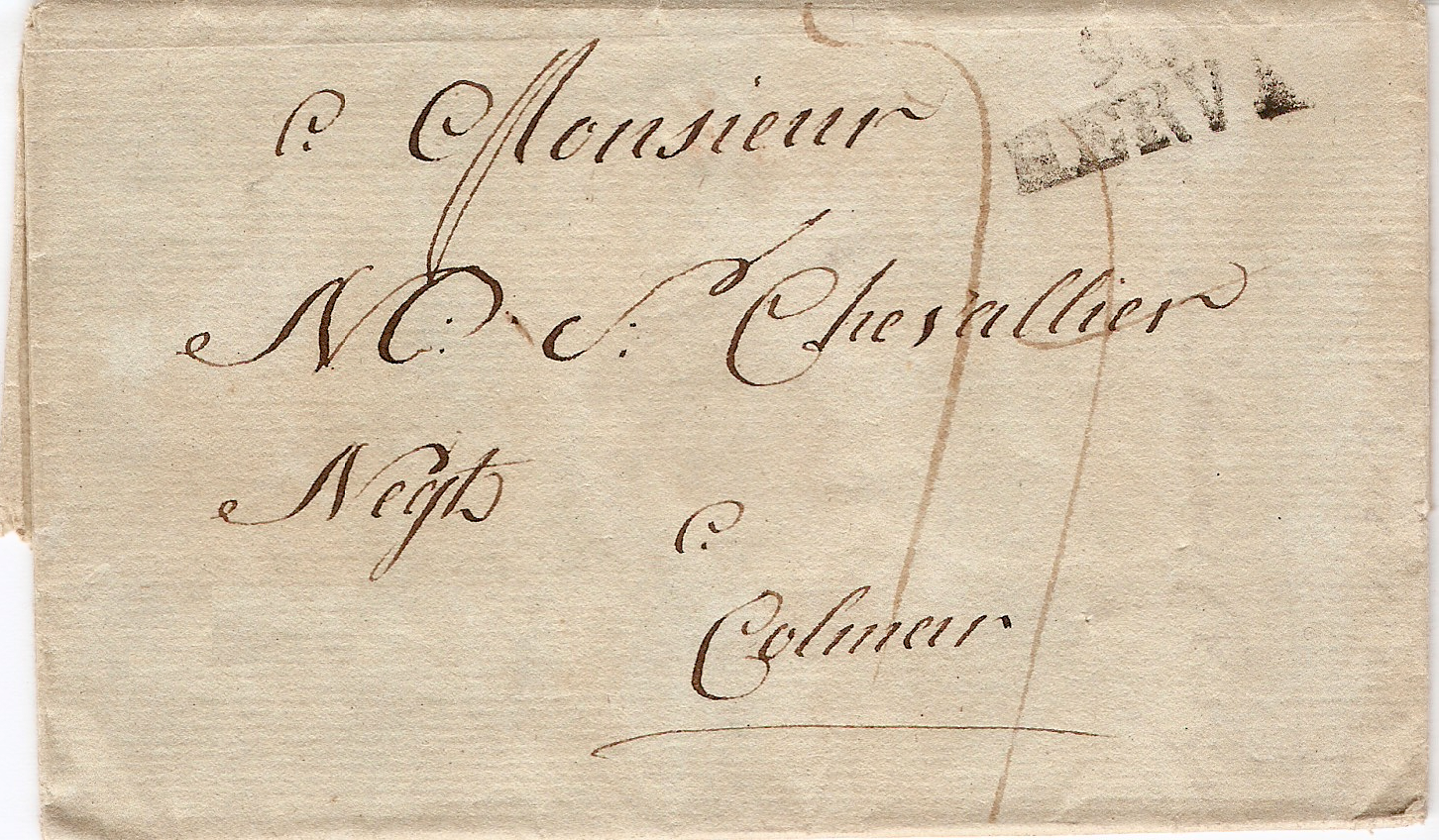
Lettre de 1801 avec marque postale linéaire 96 Herve.

Le département de l'Ourthe a été sous administration française du 1er octobre 1795 au 1er mars 1814. Son numéro de département était le 96.
On rencontre deux types de marques officielles :
- Dépt de l'ourthe
- Préfet Dépt de l'ourthe

| Ville    | Marque port dû | Marque port payé     | Marque déboursé | Date | remarques                               |
| -------- | -------------- | -------------------- | --------------- | ---- | --------------------------------------- |
| Liège    | DE LIEGE       | RECOMMANDÉE DE LIEGE |                 | 1794 |                                         |
|          | 96 LIÈGE       | P 96 P LIEGE         | Deb 96 LIEGE    | 1796 |                                         |
| Battice  | 96 BATTICE     |                      |                 |      |                                         |
| Eupen    | 96 NEAU        | P 96 P NEAU          |                 | 1797 | Neau est le nom révolutionnaire d'Eupen |
|          | 96 EUPEN       | P 96 P EUPEN         |                 | 1803 | empreinte en noir et rouge              |
| Herve    | 96 HERVE       | P 96 P HERVE         | manuscrit       | 1796 |                                         |
| Huy      | 96 HUY         | P 96 P HUY           | manuscrit       | 1797 |                                         |
| Spa      | 96 SPA         | P 96 P SPA           | D 96 B SPA      | 1802 |                                         |
| Verviers | 96 VERVIERS    | P 96 P VERVIERS      | D 96 B VERVIERS | 1796 |                                         |

## Les premières émissions de timbres belges

### Léopold Ier

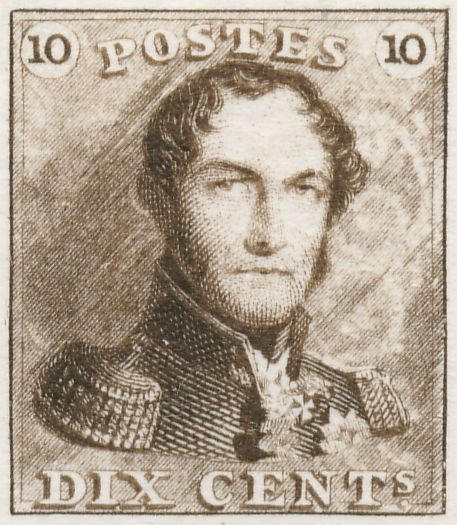
L'Epaulette à 10 centimes

La première émission de timbres-poste belges a eu lieu en 1849. Elle a été appelée Épaulettes car les timbres représentent le roi Léopold Ier en uniforme militaire, avec les épaulettes bien apparentes.
Elle a été rapidement suivie (octobre 1849) d'autres émissions avec le même type d'effigie mais encadrée dans un médaillon. Les timbres étaient également non dentelés.
Le 11 avril 1863, ce type a été dentelé et a donné lieu à une émission de 4 valeurs : 1 centime vert-jaune, 10 centimes brun foncé, 20 centimes bleu et 40 centimes carmin rose.
Cette émission a coïncidé avec l'apparition des cachets oblitérants par losange de chiffres.

### Les oblitérations par losange de points avec chiffres

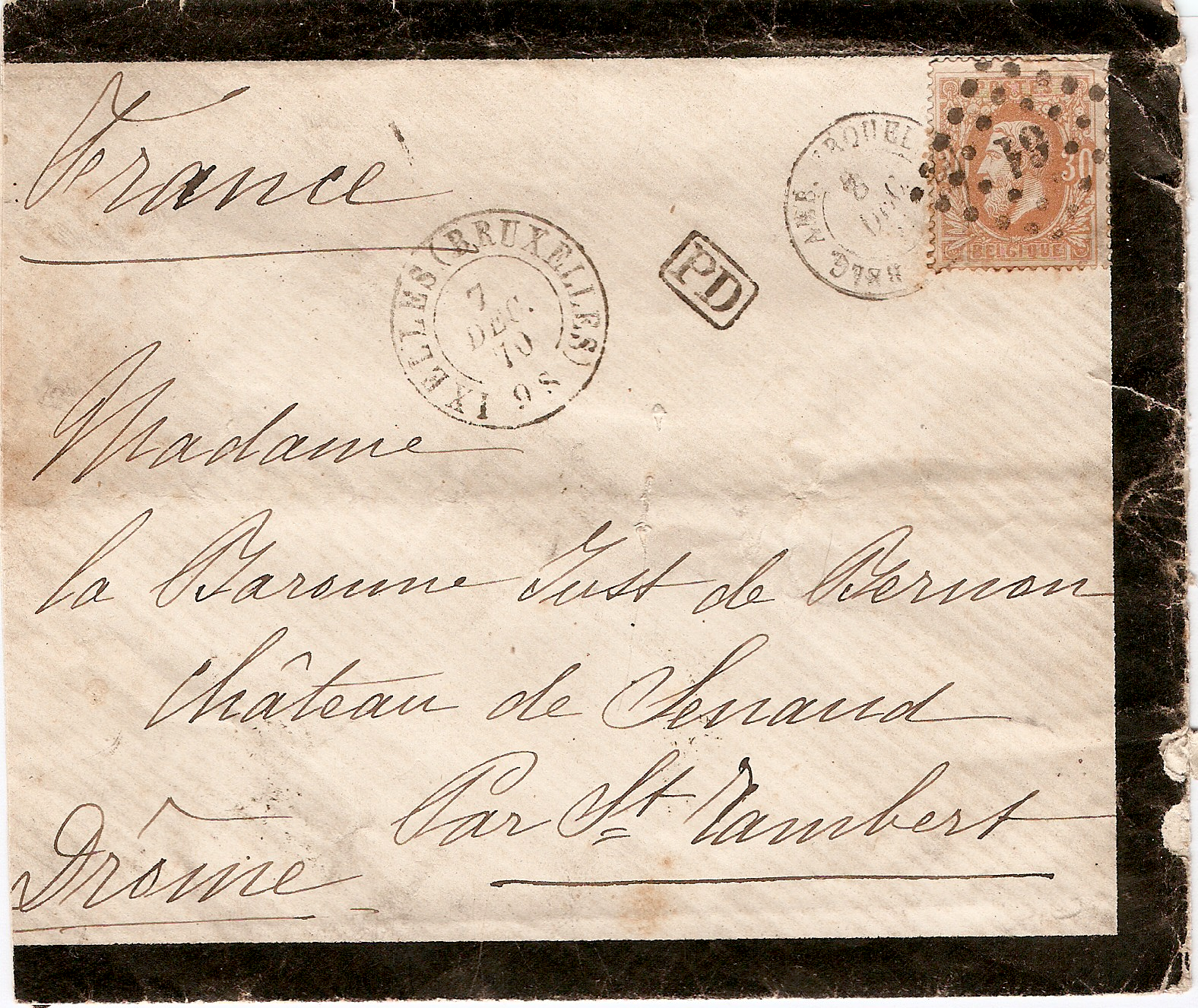
Lettre de 1870 oblitérée avec un losange de points 61

La Belgique a utilisé un mécanisme d'oblitérations par losange de points analogue à celui de la France. Une lettre est alors oblitérée par 2 cachets :
- un cachet à date, lisible, sur l'enveloppe ;
- un losange de points, avec un numéro de bureau, pour oblitérer le timbre (le rendre inutilisable).

Il existe 455 numéros de bureau différents.

## La Première Guerre mondiale

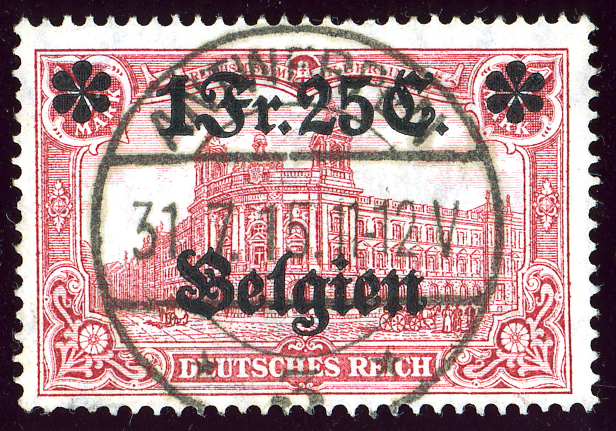
Timbre allemand d'occupation de la Belgique, oblitéré à Anvers en 1915.

La Première Guerre mondiale voit l'émission des premiers timbres à surtaxe au profit de la Croix-Rouge représentant le « monument de Mérode » émis le 3 octobre 1914, ainsi que l'effigie du roi Albert Ier en deux séries émises le 3 octobre 1914 et le 1er janvier 1915.
Le succès du plan Schlieffen d'attaque de la France par l'invasion de la Belgique contraint le gouvernement belge à l'exil en France. À Sainte-Adresse, près du Havre, un bureau de poste belge fonctionne en utilisant des timbres de Belgique à l'effigie du roi ou avec des vues de Belgique et une du Congo belge. Ces timbres apparaissent en Belgique au fur et à mesure de la libération.
Dans le royaume occupé, la Reichspost gère le service postal du Gouvernement général de Belgique en employant les postiers belges. Les timbres-poste utilisés sont des timbres d'Allemagne, principalement au type Germania surchargés de la mention en allemand « Belgien » et d'une valeur en francs belges.
Près du front, dans la « zone des opérations » et dans les quatre zones d'étape, le service postal dépend entièrement de la Feldpost, la poste de l'armée allemande, et de ses soldats, d'abord avec les mêmes timbres surchargés que dans le Gouvernement général de Belgique. Le 1er décembre 1916, des timbres sans la surcharge « Belgien » sont émis pour répondre aux attentes des vaguemestres de ne plus transporter du courrier civil dont l'affranchissement donne un revenu à la Reichspost et pas à leurs agences. Les recettes totales de ces nouveaux timbres sont ensuite redistribuées entre les agences. Cependant, le vaguemestre de la Marine impériale utilise encore les timbres d'Allemagne sans surcharge pour conserver le fruit de sa recette, et celui de la 6e Armée bavaroise emploie parfois uniquement des timbres de Bavière. Les télégrammes sont un cas particulier : forcément affranchis de timbres d'Allemagne, leurs formulaires sont détruits une fois lus.
Après l'armistice signé le 11 novembre 1918, l'armée belge participe en 1919 à l'occupation de la Rhénanie avec ses alliés, puis de la région industrielle de la Ruhr avec l'armée française au début des années 1920. La poste de campagne utilise des timbres de Belgique surchargés en français et néerlandais « ALLEMAGNE » et « DUITSCHLAND ».
Par l'article 34 du traité de Versailles, les cantons rédimés sont incorporés à la Belgique le 1er janvier 1920. L'intégration postale est progressive. De janvier à mars, sept timbres belges sont surchargés « EUPEN & MALMEDY » et de valeurs en monnaie allemande. Le 20 mars 1920, chaque cercle postal défini par l'ordonnance no 3 du 21 janvier 1920 reçoit ses propres timbres-poste et timbres-taxe belges surchargés « Eupen » ou « Malmédy ». En août 1921, les timbres de Belgique ont droit de cité dans les deux cercles postaux. Le 1er mai 1931, les timbres d'Eupen, de Malmédy et de l'occupation militaire belge en Allemagne sont démonétisés tout comme la série du Roi casqué réalisée en 1919 d'après une photographie de Richard N. Speaight faite en septembre 1917.

## La construction européenne
En 1954, la Belgique émet un timbre à l'occasion de la cinquième conférence européenne d'Ostende. En 1956, elle participe à la première émission des timbres Europa avec 5 autres pays : l'Allemagne, la France, l'Italie, le Luxembourg et les Pays-Bas.

## Émissions modernes (depuis 1980)
- Albert II de Belgique (timbre)
- Timbres de Belgique 2007

## Particularités philatéliques belges

### Timbres préoblitérés
La Belgique a émis des timbres préoblitérés à partir de 1906. Les cachets des timbres préoblitérés belges avaient initialement trois indications :
- un nom de ville en français,
- sa traduction en flamand,
- et un millésime.

Ensuite, à partir de 1931, seule la mention de l'année a été conservée.
Enfin, actuellement, depuis 1967, les oblitérations n'ont plus d'indication de date et sont réduites à un cor dans un rectangle aux angles arrondis.

## Acteurs belges de la philatélie et de la poste

### Musée de la Poste à Bruxelles
Dès avant la Première Guerre mondiale avait surgi l'idée de créer un Musée des Postes belges mais ce n'est qu'en 1928 que fut établie par arrêté royal une commission chargée de classer, compléter et conserver la collection de timbres-poste belges et étrangers détenus par l'Administration des postes et de conserver les dessins originaux, coins et clichés des timbres.
Créé en 1931 par arrêté royal, le Musée postal ne fut inauguré que le 7 novembre 1936 dans l'immeuble sis 162 avenue Rogier, dont les dépendances abritaient déjà le bureau de poste de Bruxelles 3.
En 1972, le musée s'est installé place du Grand Sablon, 40, au centre de Bruxelles, dans un immeuble qui fut l'hôtel particulier des Princes de Masmines, et qui était connu par les Bruxellois du XXe siècle comme l'hôtel du maître fourreur Mallien.
Le grand escalier d'honneur du Musée était orné des portraits des Grands Maitres de la famille de Tassis qui créèrent la première poste internationale, de 1489 à ±1815.
Le palier du premier étage, présentait deux immenses toiles murales du peintre J. Emmanuel Van Den Bussche (XIXe siècle) représentant Charlemagne instituant les postes de son empire d'une part, et Charles Quint recevant en 1520 le serment de Jean-Baptiste de Tassis d'autre part. À gauche du palier, la salle philatélique exposait les timbres-poste belges depuis 1849, et des précurseurs (« Penny Black », premières cartes postales, premières oblitérations). Vitrines ou présentoirs expliquaient les techniques de fabrication des vignettes philatéliques à l'Imprimerie du timbre à Malines et exposaient les outils du graveur du XIXe siècle, diverses épreuves de couleurs des timbres émis et des matrices ayant servi à la réalisation de valeurs postales. À droite du palier, la première salle historique proposait des documents anciens (Brevets de Maîtres des Postes, gravures, estampes, cornets) et une grande toile murale de Van Den Bussche immortalisant la création de l'Union postale universelle.
Au second étage, dans la deuxième salle historique, on découvrait un « diorama » illustrant l'évolution de la poste depuis la Grèce antique, des machines, une très belle collection de boîtes aux lettres, des maquettes de diligences, des bottes de postillon et la reconstitution d'un bureau de poste du XIXe siècle. Deux vitrines évoquaient aussi les ambulants "trains postaux " et l'organisation des postes au Congo belge. À côté de cette salle, une autre était consacrée aux télécommunications avec le premier télégraphe aérien de Claude Chappe (1793), les appareils de Samuel Morse et à clavier de David Edward Hughes, et une réplique du téléphone expérimental de A.G. Alexandre Graham Bell (1875).
Le musée postal de Bruxelles a été fermé en janvier 2003 et il est difficile aujourd'hui de retracer la dispersion des collections. La plupart des objets auraient été confiés aux Musées royaux d'Art et d'Histoire, ainsi que les documents y relatifs. Ils ne sont pour l'instant pas accessibles au public. Certains objets semblent également avoir été confiés à Belgacom, pour son centre de télécommunications de Lessive, lequel a également fermé depuis. Le reste des archives documentaires a été confié à l'asbl Pro-Post, qui les conserve à sa Maison de la philatélie, siège de la Fédération royale des cercles philatéliques de Belgique (www.frcpb.be)
Ne reste plus comme témoignage de la Poste en Belgique francophone que le Musée Postes restantes de Hermalle-sous-Huy.

### Marchand et expert
- Jean-Baptiste Moens

### Graveurs
- Jean De Bast
- Jacob Wiener

### Associations et institutions
- Académie de philatélie de Belgique,
- Chambre professionnelle belge des négociants en timbres-poste,
- La Poste (Belgique).